# Теллингер, Вильгельм Павлович
Вильгельм Павлович Теллингер (укр. Вільгельм Павлович Теллінгер; венг. Telinger Vilmos; 20 ноября 1950, Мукачево, Закарпатская область — 24 января 2013, Берегово, Закарпатская область) — советский футболист и украинский тренер венгерского происхождения, выступал на позиции нападающего, наиболее известен по выступлениям за ЦСКА в 1970-х годах, Мастер спорта СССР.

## Биография
Происходит из закарпатских венгров, начал заниматься футболом в 10 лет, а в 14 был принят в юношескую команду мукачевского Локомотива, игравшую на чемпионате Закарпатья. С самого начала он выступал в амплуа центрального нападающего. Во взрослом футболе дебютировал в луцком «Торпедо», затем в 1969 году перешёл в ужгородскую «Верховину». На следующий год его пригласили во львовский СКА, где играл под руководством олимпийского чемпиона Йожефа Бецы. СКА из Львова в те годы был главным поставщиком кадров в главную армейскую команду (только за предыдущие 4 года этим путём прошли тренер Шапошников, Капличный, Дударенко, Плахетко, Варга, Грещак, Колодий, Юшка, Шулятицкий). Не стал исключением и Теллингер.
4 апреля 1972 года Теллингер дебютировал в составе ЦСКА и в высшей лиге. В первый же свой сезон молодой нападающий стал лучшим бомбардиром команды (вместе с Дорофеевым и Поликарповым), забив 6 мячей. Вскоре он получил вызов в молодёжную сборную, серебряного призёра первого чемпионата Европы для молодёжных команд. И опять сходу начал забивать — шведам на стадионе Динамо.
В конце сезона нападающий попал в лауреаты приза ленинградского журнала «Смена», вручаемого 11 лучшим новичкам сезона (вместе с Теллингером его получил, например, и Олег Блохин).
Следующий сезон для Теллингера сложился ещё удачнее. В чемпионате он забил на мяч больше, чем в прошлый год — теперь 7. Но главное, в чемпионате 1973 года по регламенту после каждой ничьей пробивались послематчевые пенальти. И именно в этот сезон Теллингер сместил с поста штатного пенальтиста ЦСКА Поликарпова, промазавшего трижды кряду. Всего за сезон 1973 Теллингер забил пенальти 9 из 9, 7 послематчевых и 2 в игре. В тех двух сериях пенальти, когда Теллингера не было на поле, ЦСКА серию проигрывал. В молодёжной сборной он сыграл ещё раз, и вновь со шведами, и вновь забил, и вновь сыграли 2:2, только в этот раз на поле соперника. В этом же году Теллингер стал мастером спорта.
Одним из козырей нападающего, по замечаниям современников, была игровая хитрость. Слова об игре Теллингера одного из зрителей товарищеского матча ЦСКА в гостях у свердловского «Уралмаша», который тогда играл во второй лиге:

Два мощных уралмашевских защитника зажали Теллингера с мячом у бровки. Неожиданно тот выключился из игры и принялся подтягивать гетры, сначала на одной ноге, потом на другой. Защитники стояли и добросовестно ждали, пока он закончит гардероб. А Вильгельм вдруг прокинул мяч мимо них и резко устремился вперед. Трибуны оценили военную хитрость армейца и разразились смехом.

В 1974 году многообещающая карьера Теллингера резко пошла на спад. Он выпал из состава команды, за год в официальных турнирах сыграв лишь 5 раз и забив 1 гол. Для всего ЦСКА это был один из худших сезонов в истории, клуб набрал столько же очков, сколько и вылетающий «Кайрат» и спасся от вылета только по дополнительным показателям. В ситуации непрекращающегося вот уже 4 года кризиса был приглашён на пост главного тренера футбольного клуба прославленный хоккейный тренер Анатолий Тарасов. С футболистами у Тарасова не задалось. Особенно не повезло Теллингеру. Как вспоминает его товарищ по команде Юрий Истомин:

Очередная группа закончила занятия. Футболисты построились. Тренер обратился к ним в своей обычной оригинальной манере: «Товарищи офицеры, дорогие мои мальчишки! Вы славно поработали — отдыхайте. А Теллингер, получивший от меня замечание на тренировке, останется на повторную и чтоб провел её без замечаний». Теллингер после этих слов, представив ад повторной тарасовской тренировки, так и рухнул в строю.

На поле в сезоне 1975 года всё началось относительно неплохо, в мае ЦСКА даже вышел на второе место. Но вскоре ЦСКА впал в затяжную серию 8 матчей без побед, Теллингер из состава исчез. А осенью клубу предстояла ещё более худшая серия из 13 безвыигрышных матчей. Неудивительно, что последний матч сезона оказался последним в ЦСКА и для Теллингера, и для Тарасова. По иронии судьбы ЦСКА в тот день играл во Львове, только не со СКА, а с «Карпатами». На следующий год Теллингер пошёл играть лигой ниже в третью свою армейскую команду, на этот раз в Ростов-на-Дону. Отыграв там чуть более сезона, он вернулся в родной СКА Львов, где снова начал забивать, хотя уже двумя лигами ниже. В этот львовский период он играл под началом главного тренера Капличного, своего земляка и товарища по ЦСКА, и выполнял при нём роль играющего тренера. В последних советских чемпионатах Теллингер тренировал дрогобычскую «Галичину».
С 1993 года проживал и работал тренером в Венгрии в таких клубах как «Кишкёрёш», «Экер-Штадлер», «Хайдунанаш», «Кишкунмайша».
В 2007 году тренировал в первом сезоне возрождённый после 5 лет отсутствия клуб «Берегвидейк», один из самых известных любительских футбольных клубов Украины, с которым занял 6-е место в чемпионате Закарпатской области.
Умер в январе 2013 года.

## Статистика
| Сезон | Клуб      | Лига   | Игры | Голы |
| ----- | --------- | ------ | ---- | ---- |
| 1969  | Верховина | Вторая | ?    | ?    |
| 1970  | СКА Лв    | Вторая | ?    | ?    |
| 1971  | СКА Лв    | Вторая | ?    | 7    |
| 1972  | ЦСКА      | Высшая | 22   | 6    |
| 1973  | ЦСКА      | Высшая | 24   | 7    |
| 1974  | ЦСКА      | Высшая | 3    | 1    |
| 1975  | ЦСКА      | Высшая | 13   | 1    |
| 1976  | СКА РнД   | Первая | 18   | 3    |
| 1977  | СКА РнД   | Первая | 11   | 0    |
| 1978  | СКА Лв    | Вторая | 37   | 11   |
| 1979  | СКА Лв    | Вторая | 38   | 9    |
| 1980  | Подолье   | Вторая | ?    | 4    |
| 1981  | Подолье   | Вторая | ?    | 16   |

## Достижения
- 1972 — Приз «Лучшим дебютантам сезона» журнала «Смена»
- 1973 — Мастер спорта СССР